# Yuri Makogon
Yuri Fedorovich Makogon (* 15. Mai 1930 in der Ukraine; † 26. Mai 2020) war ein sowjetischer (ukrainischer) Erdölingenieur. Er entdeckte Anfang der 1960er Jahre, dass Methanhydrat auch natürlich in Sedimenten vorkommt.

## Leben und Wirken
Makogon erhielt 1951 einen Abschluss als Erdöltechniker an der Petroleum-Akademie in Krasnodar. Er erwarb 1956 seinen Abschluss als Erdölingenieur am Moskauer Öl-Gas Institut (Gubkin Institut), wurde dort 1961 promoviert und habilitierte sich 1975 (sowjetischer Doktortitel). Er arbeitete lange in der sowjetischen Erdöl- und Erdgasindustrie und 1961 bis 1974 am Gubkin Institut. 1985 erhielt er eine volle Professur am Gubkin Institut. Außerdem leitete er das Gashydrat-Labor des Instituts für Öl- und Gasforschung der Sowjetischen Akademie der Wissenschaften. Er war 1991 bis 1998 Direktor des Instituts für Kohlenwasserstoffe und Umwelt und war 1991 bis 1993 Vorsitzender der Moskauer Sektion der SPE (Society of Petroleum Engineers). Ab 1993 war er an der Texas A&M University an deren Gashydrat-Labor, das er 1995 bis 2010 leitete.
Er war 1965 bis 1967 Gastprofessor an der Indian School of Mines in Dhanbad und 1973 an der Bergakademie Freiberg.
Methanhydrat wurde 1810 von Humphry Davy entdeckt, man hielt es lange für ein Kuriosum, das gelegentlich Probleme bereitete, da es Erdgasleitungen verstopfen konnte (wie man in den 1940er Jahren fand). Makogons Entdeckung von Methanhydrat in Sedimenten unterhalb eines sibirischen Erdgasfeldes (veröffentlicht 1965) kam deshalb überraschend. Schon in  einer Arbeit von 1961 beschrieb er die Stabilität von Gashydrat bei tiefen Temperaturen. Später wurden große Mengen in den Sedimenten der Kontinentalschelfe gefunden und Methanhydrat wurde zu einer möglichen Energiequelle. Über die mögliche Ausbeutung von Gashydratvorkommen veröffentlichte Makogon schon 1966.
Er veröffentlichte mehrere Bücher über Gashydratprobleme und hielt 29 Patente. Unter anderem entwickelte er Techniken um Gashydratpropfen in Erdgasleitungen zu lösen und zu beseitigen.
Er untersuchte das Phasenverhalten von Erdgas-Wasser-Systemen bei niedriger Temperatur und hohem Druck und Gashydratbildung in Porenräumen.
Er ist seit 1990 Mitglied der Russischen Akademie für Naturwissenschaften  (RANS), die er mit gründete, und seit 2009 der Nationalen Akademie der Ukraine. 1989 erhielt er den sowjetischen Gubkin-Staatspreis. 1997 erhielt er die goldene Kapitza-Medaille. Er war Ehrendoktor des Nikolajew Instituts für Organische Chemie der Russischen Akademie der Wissenschaften und erhielt 2008 einen Spezialpreis auf der 6. Internationalen Konferenz für Gashydrate. 2016 erhielt er den Robert Earl McConnell Award des American Institute of Mining, Metallurgical and Petroleum Engineers (AIME). 2002/03 war er internationaler Distinguished Lecturer der SPE.
Er war passionierter Schachspieler.

## Schriften (Auswahl)
Von ihm stammen rund 270 wissenschaftliche Aufsätze und 8 Monographien (davon sechs über Gashydrate).
- Hydrates of Natural Gas, PennWell 1981
- Perspectives in the development of gas-hydrate deposits, 4. Int. Permafrost Conference 1982, S. 299–304
- Hydrates of Hydrocarbon, PennWell 1997